# Відділення історії, філософії та права НАН України
Відділення історії, філософії та права НАН України — наукове відділення Секції суспільних і гуманітарних наук НАН України.

## Бюро
Академік-секретар відділення:

Смолій Валерій Андрійович — академік НАН України, директор Інституту історії України НАН України.

Заступники академіка-секретаря:
- Ворона Валерій Михайлович — академік НАН України, директор Інституту соціології НАН України;
- Конверський Анатолій Євгенович — академік НАН України, декан філософського факультету Київського національного університету імені Тараса Шевченка.
- Боряк Геннадій Володимирович — член-кореспондент НАН України, заступник директора з наукової роботи Інституту історії України НАН України.

Учений секретар Відділення: кандидат наук із соціальних комунікацій Матвійчук Лариса Олександрівна.

## Персональний склад
Академіки (дійсні члени):
| Ім'я                           | Спеціальність           | Дата обрання | Установа                                                     |
| ------------------------------ | ----------------------- | ------------ | ------------------------------------------------------------ |
| Бакіров Віль Савбанович        | Соціологія              | 13.04.2012   | Харківський національний університет імені В. Н. Каразіна    |
| Ворона Валерій Михайлович      | Соціологія              | 06.05.2006   | Інститут соціології НАН України                              |
| Губерський Леонід Васильович   | Філософія               | 16.05.2003   | Київський національний університет імені Тараса Шевченка     |
| Конверський Анатолій Євгенович | Філософія               | 13.04.2012   | Київський національний університет імені Тараса Шевченка     |
| Копиленко Олександр Любимович  | Право                   | 7.03.2018    | Інститут законодавства Верховної Ради України                |
| Кремень Василь Григорович      | Філософія               | 07.04.2000   | Академія педагогічних наук України                           |
| Литвин Володимир Михайлович    | Новітня історія України | 16.04.2003   | Верховна Рада України                                        |
| Онищенко Олексій Семенович     | Культурологія           | 04.12.1997   | Національна бібліотека України імені В. І. Вернадського      |
| Смолій Валерій Андрійович      | Історія України         | 14.04.1995   | Інститут історії України НАН України                         |
| Тацій Василь Якович            | Правознавство           | 04.12.1997   | Національна юридична академія України імені Ярослава Мудрого |
| Толочко Петро Петрович         | Археологія              | 18.05.1990   | Інститут археології НАН України                              |
| Шемшученко Юрій Сергійович     | Право                   | 25.11.1992   | Інститут держави і права імені В. М. Корецького НАН України  |

Члени-кореспонденти:
| Ім'я                            | Спеціальність                     | Дата обрання | Установа                                                                               |
| ------------------------------- | --------------------------------- | ------------ | -------------------------------------------------------------------------------------- |
| Андрущенко Віктор Петрович      | Філософія                         | 04.02.2009   | Національний педагогічний університет ім. М.П. Драгоманова                             |
| Баран Володимир Данилович       | Археологія                        | 14.04.1995   | Інститут археології НАН України                                                        |
| Боряк Геннадій Володимирович    |                                   | 13.04.2012   | Інститут історії України НАН України                                                   |
| Даниленко Віктор Михайлович     | Історія України                   | 16.05.2003   | Інститут історії України НАН України                                                   |
| Дубровіна Любов Андріївна       | Архівознавство, документознавство | 06.05.2006   | Національна бібліотека України імені В. І. Вернадського                                |
| Євтух Володимир Борисович       | Політологія                       | 25.11.1992   | Київський національний університет імені Тараса Шевченка                               |
| Івакін Гліб Юрійович            | Археологія                        | 04.02.2009   | Інститут археології НАН України                                                        |
| Колесник Віктор Федорович       | Всесвітня історія                 | 04.02.2009   | Київський національний університет імені Тараса Шевченка                               |
| Котляр Микола Федорович         | Історія України                   | 14.04.1995   | Інститут історії України НАН України                                                   |
| Крижицький Сергій Дмитрович     | Археологія                        | 18.05.1990   | Інститут археології НАН України                                                        |
| Михальченко Микола Іванович     | Політичні науки                   | 16.05.2003   | Інститут політичних і етнонаціональних досліджень імені І. Ф. Кураса НАН України       |
| Моця Олександр Петрович         | Археологія                        | 16.05.2003   | Інститут археології НАН України                                                        |
| Опришко Віталій Федорович       | Правознавство                     | 04.12.1997   | Київський національний економічний університет імені Вадима Гетьмана                   |
| Пазенок Віктор Сергійович       | Філософія                         | 15.01.1988   | Інститут філософії імені Г. С. Сковороди НАН України                                   |
| Реєнт Олександр Петрович        | Історія України                   | 07.04.2000   | Інститут історії України НАН України                                                   |
| Романюк Мирослав Миколайович    | Соціальні комунікації             | 04.02.2009   | Львівська національна наукова бібліотека імені Василя Стефаника                        |
| Семчик Віталій Іванович         | Підприємницьке право              | 25.11.1992   | Інститут держави і права імені В. М. Корецького НАН України                            |
| Сіренко Василь Федорович        | Право                             | 14.04.1995   | Інститут держави і права імені В. М. Корецького НАН України                            |
| Слюсаренко Оксана Олександрівна |                                   | 13.04.2012   |                                                                                        |
| Солдатенко Валерій Федорович    | Історія України                   | 06.05.2006   | Інститут політичних і етнонаціональних досліджень імені І. Ф. Кураса НАН України       |
| Сохань Лідія Василівна          | Соціологія праці                  | 18.05.1990   | Інститут соціології НАН України                                                        |
| Сохань Павло Степанович         | Всесвітня історія                 | 28.03.1985   | Інститут української археографії та джерелознавства ім. М. С. Грушевського НАН України |
| Толочко Олексій Петрович        | Історія України                   | 04.02.2009   | Інститут історії України НАН України                                                   |
| Хамітов Назіп Віленович         | філософська антропологія          | 26.05.2021   | Інститут філософії імені Г. С. Сковороди НАН України                                   |
| Шаповал Володимир Миколайович   | Конституційне право               | 04.02.2009   | Центральна виборча комісія України                                                     |
| Шульга Микола Олександрович     |                                   | 13.04.2012   | Інститут соціології НАН України                                                        |

Академіки з інших відділень, які беруть участь у роботі:
| Ім'я                     | Основне відділення             | Спеціальність | Установа                                      |
| ------------------------ | ------------------------------ | ------------- | --------------------------------------------- |
| Яцків Ярослав Степанович | Відділення фізики і астрономії | Астрономія    | Головна астрономічна обсерваторія НАН України |

## Установи
- Інститут археології НАН України
  - Одеський відділ Інституту археології НАН України
  - Кримський філіал Інституту археології НАН України
- Інститут держави і права імені В. М. Корецького НАН України
- Інститут енциклопедичних досліджень НАН України
- Інститут всесвітньої історії НАН України
- Інститут історії України НАН України
- Інститут політичних і етнонаціональних досліджень ім. І. Ф. Кураса НАН України
- Інститут соціології НАН України
  - Вища школа соціології при Інституті соціології НАН України
- Інститут сходознавства ім. А.Ю. Кримського НАН України
  - Кримське відділення Інституту сходнознавства ім. А.Ю. Кримського НАН України
- Інститут українознавства імені І. Крип'якевича НАН України
- Інститут української археографії та джерелознавства ім. М.С. Грушевського НАН України
  - Львівське відділення Інституту української археографії та джерелознавства імені М. С. Грушевського НАН України
- Інститут філософії ім. Г. С. Сковороди НАН України
  - Відділення релігієзнавства Інституту філософії ім. Г.С. Сковороди НАН України
- Київський університет права НАН України
- Львівська національна наукова бібліотека України імені В. Стефаника НАН України
- Національна бібліотека України імені В. І. Вернадського
- Національний історико-археологічний заповідник «Ольвія» НАН України
- Одеський археологічний музей НАН України
- Центр гуманітарної освіти НАН України
- Центр пам'яткознавства НАН України і УТОПІК

## Періодичні видання
Наукові журнали:
- Археологія
- Бібліотечний вісник
- Близькосхідний кур'єр
- Відлуння віків
- Діалог. Історія, політика, економіка
- Питання історії науки і техніки
- Політичний менеджмент
- Соціологія: теорія, методи, маркетинг
- Східний світ
- Українське релігієзнавство
- Український історичний журнал
- Філософська думка

Збірники наукових праць:
- Боспорські дослідження
- Ейдос
- Записки Львівської наукової бібліотеки ім. В. Стефаника
- Збірник праць Науково-дослідного центру періодики
- Історико-географічні дослідження в Україні
- Історіографічні дослідження в Україні
- Історія України. Маловідомі імена, події, факти
- Материалы по археологии, истории и этнографии Таврии
- Міжнародні зв'язки України: наукові пошуки та знахідки
- Наукові записки Інституту політичних та етнонаціональних досліджень ім. І. Ф. Кураса
- Проблеми історії України XIX-початку ХХ ст.
- Соціум. Альманах соціальної історії
- Спеціальні історичні дисципліни: питання теорії та методики
- Сторінки воєнної історії України
- Сходознавство
- Сучасна українська політика
- Україна в Центрально-Східній Європі: Студії з історії XIV–XVIII ст.
- Україна ХХ ст.: культура, ідеологія, політика
- Україна. Наука і культура
- Українська біографістика
- Український історичний збірник
- Ruthenica
- Totallogy-XXI. Постнекласичні дослідження